# Sisse Brimbergová
Marie Louise "Sisse" Brimbergová (nepřechýleně Sisse Brimberg; * 1948) je dánská fotografka, která dokončila asi 30 fotografických příběhů pro National Geographic.

## Životopis
Po absolvování fotografické školy v Dánsku se Brimbergová vyučila v komerčním studiu. Poté pět let provozovala vlastní firmu v Kodani a pracovala v reklamě. Díky dánskému grantu mohla vycestovat do Spojených států, kde studovala fotografické techniky v National Geographic Society ve Washingtonu, DC. V roce 1976 se stala fotografkou National Geographic a publikovala více než 30 příběhů včetně článků o Hansi Christianu Andersenovi, Vikinzích a „Civilizovaném Dánsku“. Její fotografie migrujících pracovníků jí vynesly ocenění Picture Story of the Year od National Press Photographers Association. Díky své práci s National Geographic cestovala po celém světě a fotografovala „příběhy měst“ v Oaxace, Paříži, Casablance a Petrohradu a mnoha dalších. Fotografovala ve více než 70 zemích a na kontinentu Antarktidě.
Brimbergová je popisována jako sídlící ve Skotsku, ale žijící v Kodani. Její zesnulý manžel, bývalý kolega z National Geographic Cotton Coulson zemřel v roce 2015. Mají spolu dvě děti. Společně vedli společnost KeenPress, která poskytuje fotografie a videa pro mezinárodní společnosti, a zároveň přispívá do National Geographic Traveler.   Životní prostředí, klima a cestování patří mezi témata, kterými se KeenPress zabývá.
Její rada pro fotografování lidí je přiblížit se a navázat oční kontakt; mnoho nových fotografů příliš spoléhá na svůj zoom objektiv. Často její manžel a ona fotografovali jako pár; jeden dělal rozhovor, zatímco druhý fotil. Zjistili, že to skutečně vyvolalo větší důvěru během procesu pouliční fotografie.